# 神戸市立六甲アイランド高等学校
神戸市立六甲アイランド高等学校（こうべしりつ ろっこう あいらんど こうとうがっこう）は、兵庫県神戸市東灘区向洋町中に所在する市立の高等学校。

## 設置学科
- 普通科（単位制、普通科総合選択制）

2年次より6つある学系（学問の系統）を選択して学ぶ。
- 人文社会系
- 総合科学系
- 芸術系（音楽コース、美術・デザインコース）
- ビジネス系
- 情報科学系
- 人間科学系（生活福祉コース、スポーツコース）

2010年度から、生活福祉系が人間科学系に改められ、生活福祉コース、スポーツコースの2コースが設置された。また、国際情報系がビジネス系に改められた。
2022年度から、国際人文系と社会科学系を再編・統合し、「人文社会系」となり、6つの系4つのコースとなる。

## 沿革

### 前史

#### 神戸市立高等女学校 - 神戸市立赤塚山高等学校[1]
- 1912年 - 神戸市立高等女学校開校
- 1922年 - 神戸市立第一高等女学校と改称
- 1923年 - 葺合女子技芸学校を吸収合併
- 1933年 - 女子技芸学校を吸収合併
- 1948年 - 大倉山女学院を吸収合併し、神戸市立湊川高等学校と改称。
- 1969年 - 神戸市立摩耶高等学校全日制と統合し、神戸大学教育学部（現・発達科学部）跡地に校地移転。神戸市立赤塚山高等学校と改称。
- 1998年 - 六甲アイランドに校地移転。生徒募集停止。

#### 神戸市立第三神港商業学校 - 神戸市立神戸商業高等学校[1]
- 1923年 - 神戸市立第三神港商業学校開校
- 1942年 - 神戸市立灘商業学校と改称
- 1944年 - 神戸市立造船工業学校を分離
- 1946年 - 灘商業学校、造船工業学校、商業拓殖学校を統合し、神戸市立商業学校と改称。
- 1948年 - 神戸市立灘商業高等学校と改称
- 1949年 - 葺合区の雲中小学校内に普通科と商業科を有する総合制の新制高等学校として設置された神戸市立葺合高等学校と合併。
- 1951年 - 商業科が分離し、東灘区西岡本に移転し神戸市立神戸商業高等学校[2] として開校
- 1998年 - 六甲アイランドに校地移転。生徒募集停止。

### 神戸市立六甲アイランド高等学校
1994年4月神戸市教育懇話会報告書「神戸市立高等学校の将来を考える」の提言に基づき、市教委の新構想高校検討委員会（平成6年度・7年度）が、阪神淡路大震災の被災状況を踏まえ、神戸第1学区に「普通科総合選択制高校の設置」で検討を重ねる。具体的には、赤塚山高校（普通科）と神戸商業高校を統合再編し、市立高校のパイロットスクールとして、「個性に応じたカリキュラムを選択し、意欲ある高校生活を送れる普通科総合選択制高校」の概要がまとめられていった。
- 1998年 - 神戸市立六甲アイランド高等学校開校（神戸市立赤塚山高等学校・神戸市立神戸商業高等学校との三校併置）。文部省「多様化実践協力校」の指定を受ける（2年間）。
- 1999年 - 文部省「普通科高校におけるこれからの情報教育の在り方」研究開発校の指定を受ける（3年間）。
- 2000年 - 併置両校廃校により単独校となる。
- 2001年 - この年度より修学旅行先がニュージーランドとなる。
- 2002年 - 文部省「普通科高校におけるこれからの情報教育の在り方」研究開発校の指定が1年間継続を認められる。文科省「評価基準、評価方法の工夫改善に関する研究」「豊かな体験学習推進校」の指定を受ける（共に2年間）。
- 2003年 - 第19回教育奨励賞（時事通信社主催）で優良賞を受賞。平成17年度普通科単位制高校への改編を決定。
- 2004年
  - 4月 - 単位制改編準備委員会を校内に組織。
  - 11月 - 単位制教育課程・校内運営方法等のシステムが完成。単位制としての第1回推薦入試を実施（合格者180名）。
- 2005年 - 8期生より普通科単位制へ移行。
- 2010年 - 12期生より修学旅行先がニュージーランドから沖縄へ正式に変更。
- 2011年 - 文部科学省より「SSH（スーパーサイエンスハイスクール）」の指定を受ける（5年間、2017年に再指定）。
- 2013年 - 16期生より制服が変更となる。

## 校風
- 教育方針は「自立性を育む」「国際性を育む」「豊かな社会性を育む」「地域社会に根ざした学校文化を創造する」
- 「自彊（知性の人となろう）」「和敬（善意の人となろう）」「剛毅（強い意志と体力を持つ人となろう）」を校訓としている。
- 単位制で比較的自由な校風。標準服としてズボンとスカートのみ指定されているが、それ以外は基本的に自由である。

## 部活動等
- 第16回　全日本高校デザイン・イラスト展　優秀高等学校賞
- 第19回　毎日DASデザイン賞　学校賞
- ラグビー
- 硬式野球
- 男女サッカー
- 陸上競技
- 男女ソフトテニス
- 柔道
- レスリング
- ダンス
- 水泳
- 卓球
- テニス
- バドミントン
- ハンドボール
- ソフトボール
- バスケットボール
- バレーボール
- 吹奏楽
- 弦楽
- 美術
- 写真
- ESS
- 茶道
- 書道
- 家庭科
- 放送
- 演劇
- 漫画研究
- コンピュータ
- 自然科学研究

## 著名な出身者
- 第三神港商業
  - 別府岩雄（元プロ野球選手）
- 市立高女
  - 歌川八重子（女優）
- 赤塚山高校
  - 山内健次（元陸上競技選手、ソウルオリンピック代表、現佐野短期大学准教授）
  - 恩田快人（ベーシスト、音楽プロデューサー）
  - 岡元八郎（俳優）
- 神戸市立神戸商業高等学校
  - 山下澄人（小説家）
- 六甲アイランド高校
  - 松下一郎（元プロ野球選手）
  - 岩田大樹（サッカー選手）
  - 久保佳那子（ミュージカル俳優）
  - 長崎周成（構成作家）
  - 足立寧々（サッカー選手）

## 不祥事
2017年に同校で男子生徒の一人が校舎から飛び降り、一時意識不明となった。生徒やその家族らからの要望で神戸市が調査委員会を設置し調査。その後2019年12月11日に調査委が同市教育委員会に提出された報告書では、この生徒は同級生の悪口を言ったとして担任の教諭らから別室で指導を受けていたが、この指導が2日連続で合わせて16時間にも及んでおり、その際、退学処分をもちらつかせる発言が繰り返され、嘘吐きと決め付ける発言もあったとされ、指導目的を超えた一種のハラスメントと指摘。その上で、生徒は精神的に追い込まれ自殺を図ったと結論付けた。

## その他
最寄り駅は神戸新交通六甲アイランド線マリンパーク駅である。
メイングラウンドは道路を挟んで位置しており、校内にも小さなグラウンドは存在するが、授業等ではメイングラウンドを利用することが多い。メイングラウンドを利用する時には横断歩道を渡る必要がある。なお、体育祭はメイングラウンドで行われる。
文化祭には「六愛祭」という愛称がある。
冬には体育の授業で長距離走があり、学校近くの公園で走る。